# Australische Badmintonmeisterschaft 1959
Die Australische Badmintonmeisterschaft 1959 fand in Perth statt. Es war die 18. Austragung der Badmintontitelkämpfe von Australien.

## Titelträger
| Disziplin    | Sieger                    |
| ------------ | ------------------------- |
| Herreneinzel | Ron Young                 |
| Dameneinzel  | B. Tan                    |
| Herrendoppel | J. S. Heng G. Yeang       |
| Damendoppel  | E. T. Scott F. M. Beitzel |
| Mixed        | G. Yeang B. Tan           |